# Square Restif-de-la-Bretonne
Le square Restif-de-la-Bretonne est un très petit espace vert situé au no 2, rue de la Bûcherie, dans le 5e arrondissement de Paris.
Le nom de ce square rend hommage à l'écrivain français Nicolas Edme Restif de La Bretonne, mort en 1806 au n°16 de la rue de la Bûcherie.